# Теракт в Лахоре (2009)
Террористический акт в Лахоре произошёл 3 марта 2009 года, целью атаки стали игроки в крикет из Шри-Ланки. 12 боевиков атаковали автобус со спортсменами, начав стрелять по нему из автоматов и закидывать гранатами. На месте атаки погибли шестеро полицейских и водитель автобуса. Семь игроков в крикет и помощник тренера получили ранения.

## Ход атаки
От 10 до 12 боевиков устроили засаду на автобус спортсменов из Шри-Ланки. Бой состоялся в центре Лахора, недалеко от стадиона «Каддафи». В перестрелку с боевиками вступили полицейские, которые сопровождали спортсменов. Шесть сотрудников полиции погибли в этом сражении. Пока полицейские сдерживали исламистов, водитель автобуса продолжал движение под непрерывным огнём боевиков. Ценой своей жизни ему удалось вывести спортсменов из-под огня.
Ни один из нападавших не был убит или задержан на месте преступления. Гранаты и гранатометы были найдены на месте боя.

## Реакция
Президент Шри-Ланки Махинда Раджапаксе осудил нападение боевиков и приказал эвакуировать игроков на Шри-Ланку.
Президент Пакистана Асиф Али Зардари также решительно осудил нападение и приказал начать немедленное расследование инцидента.
Пресс-секретарь министерства иностранных дел Индии выразил сочувствие семьям погибших и пострадавших и призвал Пакистан принять все меры по уничтожению террористической инфраструктуры на своей территории.
Индия и Австралия вышли из турнира по крикету в Пакистане по соображениям безопасности.